# Acanthophysellum
Acanthophysellum Parmasto – rodzaj grzybów z rodziny skórnikowatych (Stereaceae).

## Charakterystyka
Grzyby kortycjoidalne o owocniku rozpostartym, cienkim, przyrośniętym. System strzępkowy monomityczny, strzępki generatywne ze sprzążkami lub z przegrodami bez sprzążek. Występują gleocystydy i akantohyfidy. Podstawki maczugowate do cylindrycznych, 2-4-sterygmowe. Bazydiospory gładkie, cienkościenne, cylindryczne lub elipsoidalne do kiełbaskowatych, amyloidalne.

## Systematyka i nazewnictwo
Pozycja w klasyfikacji według Index FungorumStereaceae, Russulales, Incertae sedis, Agaricomycetes, Agaricomycotina, Basidiomycota, Fungi.
Gatunki
- Acanthophysellum bertii (Lloyd) Sheng H. Wu, Boidin & C.Y. Chien 2000
- Acanthophysellum canadense (Skolko) Sheng H. Wu, Boidin & C.Y. Chien 2000
- Acanthophysellum fennicum (Laurila) Bernicchia & Gorjón 2010
- Acanthophysellum lividocoeruleum (P. Karst.) Parmasto 1967
- Acanthophysellum minor (Pilát) Sheng H. Wu, Boidin & C.Y. Chien 2000
- Acanthophysellum propinquum (Boidin & Gilles) Boidin & Gilles 2002
- Acanthophysellum verecundum Duhem 2001

Wykaz gatunków i nazwy naukowe na podstawie Index Fungorum.